# Wilhelm Lütgert

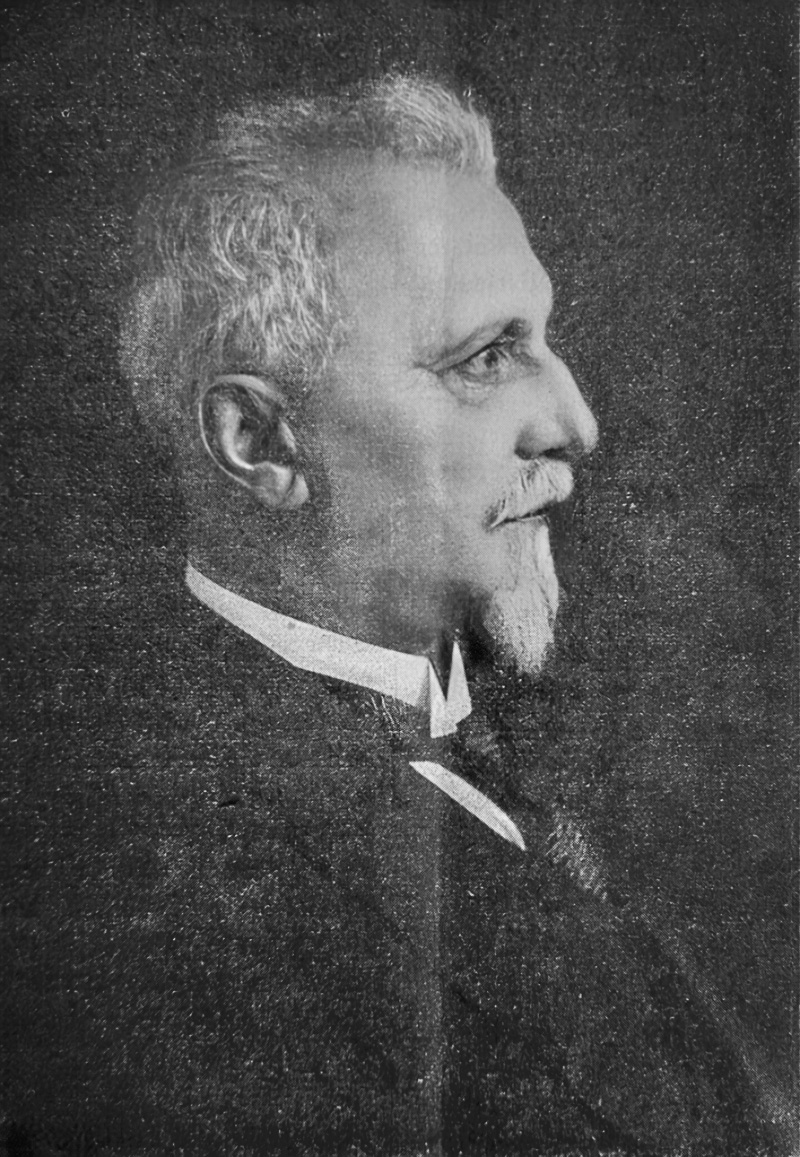
Geh. Kons.-Rat Prof. D. Wilhelm Lütgert

Wilhelm Lütgert (* 9. April 1867 in Heiligengrabe; † 21. Februar 1938 in Berlin) war ein deutscher evangelischer Theologe und Mitglied der so genannten Greifswalder Schule.

## Leben
Nach dem Abitur am Gymnasium zu Wittstock/Dosse begann Lütgert im Frühjahr 1886 ein Studium der Evangelischen Theologie an der Universität Greifswald bei Hermann Cremer, Adolf Schlatter, Erich Haupt, Viktor Schultze, Otto Zöckler und Johannes Meinhold. Dort trat er auch der christlichen Studentenverbindung Wingolf (vgl. Wingolfsbund) bei. Im März 1888 verließ er Greifswald und immatrikulierte sich an der Friedrich-Wilhelms-Universität zu Berlin, wo er Vorlesungen von Hermann Leberecht Strack, Franz Ludwig Steinmeyer und Adolf von Harnack besuchte. In Berlin absolvierte er 1890 sein erstes theologisches Examen. Sein Ziel war, als Pastor in den Kirchendienst einzutreten. Da Hermann Cremer ihn jedoch zu einer akademischen Laufbahn ermutigte und unbekannte Wohltäter ihm die Promotion ermöglichen wollten, kehrte er an die Universität Greifswald zurück. Am 26. Oktober 1892 wurde er dort mit der Arbeit Die Methode des dogmatischen Beweises in ihrer Entwicklung unter dem Einfluss Schleiermachers zum Lic. theol. promoviert. Bereits zwei Tage darauf wurde seine Habilitation vollzogen. Seine Habilitationsschrift Das Reich Gottes nach den synoptischen Evangelien – Eine Untersuchung zur neutestamentlichen Theologie erschien 1895 in Gütersloh. Im selben Jahr wurde er zum außerordentlichen Professor für Neues Testament in Greifswald berufen.
Während seiner Greifswalder Zeit heiratete er am 3. Juni 1898 Martha Sellschopp (* 7. April 1878; † 12. Februar 1946 in Berlin) in Groß Stove bei Rostock, womit er Schwager von Erich Schaeder wurde. Aus dieser Ehe gingen sieben Kinder hervor. 1901 nahm er den Ruf der Universität Halle an die dortige Theologische Fakultät, als Extraordinarius für neutestamentliche Theologie und Exegese in Nachfolge von Willibald Beyschlag, an. Im Folgejahr erhielt er einen Ruf an die Universität Erlangen für den von ihm begehrten Lehrstuhl für Systematische Theologie. Lütgert verzichtete jedoch auf die Berufung, nachdem ihm der Minister ein Ordinariat in Halle (für neutestamentliche Theologie) zugesagt hatte. Im Sommer 1913 wechselte er hier nach dem Tod von Martin Kähler auf den Lehrstuhl für Systematische Theologie. 1918 gründete er mit anderen Doktoren der Universität die Akademische Speiseanstalt, dessen erster Vorsitzender er bis 1927 blieb. 1929 schließlich folgte er dem Ruf der Friedrich-Wilhelms-Universität zu Berlin, wo Dietrich Bonhoeffer sein Assistent wurde.
Ab 1906 war Lütgert Vorstandsmitglied und seit dem 27. Juni 1911 Vorsitzender des Vorstandes der von Friedrich von Bodelschwingh gegründeten Theologischen Schule Bethel. 1928 wurde er dann Vorsitzender des neuen Kuratoriums. Das Amt bekleidete er bis zu seinem Tod.
Lütgert stand dem Biblizismus Schlatters und dem deutschen Idealismus nahe. Die Dialektische Theologie um Karl Barth lehnte er ab. In seinem Aufsatz Mission und Nation von 1928 vertrat er die unter liberalen und deutschnationalen Theologen damals verbreitete These:
Das Evangelium der Reformation ist nicht nur die Wiederentdeckung des Paulinismus 
sondern es ist Deutsches Christentum.
Andererseits grenzte er sich ab 1933 gegen die Deutschen Christen ab und zählte sich innerlich zur Bekennenden Kirche, in die er jedoch nicht eintrat. 1935 wurde er vorzeitig seines Lehramtes enthoben und mit einem Vortragsverbot belegt.
Wilhelm Lütgert starb 1938 im Alter von 70 Jahren in Berlin und wurde auf dem Waldfriedhof Dahlem beigesetzt. Das Grab ist nicht erhalten.
Sein Bruder Gerhard Lütgert (1871–1962), ebenfalls Theologe, war Pfarrer an der Lutherkirche und von 1928 bis 1938 Lehrbeauftragter für Systematische Theologie an der Goethe-Universität in Frankfurt am Main.

## Schriften
- Die Methode des dogmatischen Beweises in ihrer Entwicklung unter dem Einfluss Schleiermachers, Gütersloh 1892 (Lizenziatenarbeit).
- Das Reich Gottes nach den synoptischen Evangelien. Eine Untersuchung zur neutestamentlichen Theologie, Gütersloh 1895  (Habilitationsarbeit)
- Die Irrlehre des Pastoralbriefe. Beiträge zur Förderung christlicher Theologie,  13. Jg., 3. Heft, Gütersloh 1909.
- Natur und Geist Gottes. Vorträge zur Ethik, Leipzig 1910.
- Die Religion des deutschen Idealismus und ihr Ende. 4 Bände, Gütersloh 1923–1930.
- Schöpfung und Offenbarung. Eine Theologie des ersten Artikels, Gütersloh 1934.
- Die theologische Krisis der Gegenwart und ihr geistesgeschichtlicher Ursprung, Gütersloh 1936.
- Der Kampf der deutschen Christenheit mit den Schwarmgeistern, Gütersloh 1936.